# Roger Revelle
Roger Revelle (7. března 1909, Seattle – 15. července 1991, San Diego) byl americký vědec – oceánograf, který působil na University of California v San Diegu v letech jejího vzniku. Byl jedním z prvních badatelů, kteří studovali globální oteplování a pohyb tektonických desek. Byl prvním vědcem, který navrhl měření CO2 v zemské atmosféře.

## Život
Roger Revelle se narodil v Seattle v rodině Williama Rogera Revelle a Elle Dougan, vyrůstal v jižní Kalifornii, absolvoval na Pomona College v roce 1929, kde studoval geologii, poté v roce 1936 získal Ph.D. studujíc oceánografii na University of California, Berkeley. Zatímco na Cal studoval u Dr. George D. Louderbacka a byl přijat za člena Theta Tau Professional Engineering Fraternity – studentská organizace, která byla založena coby studentský spolek důlních inženýrů se silným zaměřením na geologii a důlní inženýrství. Mnoho jeho raných prací v oceánografii se odehrávalo na Scripps Institution of Oceanography (SIO) v San Diegu. Během druhé světové války byl oceánografem amerického námořnictva. Mezi lety 1950 a 1964 se stal ředitelem SIO. V době mccarthismu stál proti sboru UC vyžadujícímu antikomutnistický slib. Sloužil jako vědecký poradce ministra vnitra Stewarta Udalla během Kennedyho vlády na počátku 60. let 20. století, zastával post prezidenta American Association for the Advancement of Science (1974).

## Ocenění
První fakulta Kalifornské univerzity se dnes na jeho počest jmenuje Roger Revelle College.